# Стрельников, Валентин Павлович
Валентин Павлович Стрельников — советский хозяйственный, государственный и политический деятель.

## Биография
Родился в 1929 году в семье железнодорожника. Член КПСС.
С 1950 года — на хозяйственной, общественной и политической работе. В 1950—2000 гг. — техник-механик по паровозостроению, помощник мастера, мастер, начальник пролёта в паровозостроительном и паровозомеханическом цехах, старший мастер, замначальника уже тепловозомеханического цеха, начальник рамно-кузовного цеха, секретарь парткома, директор завода, генеральный директор производственного объединения «Коломенский тепловозостроительный завод им. В. В. Куйбышева», генеральный директор научно-производственного объединения «Коломнатепловозпуть», директор ВНИТИ.
За создание и внедрение в народное хозяйство мощностного ряда унифицированных экономичных дизелей типа Д-49 в составе коллектива был удостоен Государственной премии СССР в области науки и техники 1989 года.
Четырежды избирался депутатом Московского областного совета депутатов трудящихся. Избирался депутатом Верховного Совета РСФСР 9-го и 10-го созывов.
Умер в 2000 году.